# Absolutne i relacyjne pojęcia modalne
Absolutne i relacyjne pojęcia modalne – pojęcia modalne, jak możliwość i konieczność, gdy opatrzone są pewnymi kwalifikatorami, określa się jako relatywne pojęcia modalne; do pojęć tego rodzaju należą "możliwy/konieczny fizycznie", "możliwy/konieczny biologicznie", "z natury możliwy/konieczny" itp. Tego rodzaju pojęcia modalne odróżnia się od możliwości i konieczności logicznej (ewentualnie także ontycznej), pojęć modalnych określanych jako absolutne pojęcia modalne, które stanowią przedmiot badań logik modalnych (aletycznych).
Relatywne pojęcia modalne wiążą się z wartością logiczną zdań w odniesieniu do pewnych dziedzin wiedzy – np. to, że p jest konieczne fizycznie znaczy, że zgodnie z prawami fizyki p musi być prawdziwe; inaczej mówiąc, że p stanowi konsekwencję praw fizyki. Natomiast to, że p jest możliwe fizycznie znaczy, że prawa fizyki nie wykluczają prawdziwości p; inaczej mówiąc, że p nie jest sprzeczne z prawami fizyki.
Absolutne i relatywne pojęcia modalne pozostają w związku z problematyką światów możliwych. Jeśli dopuścimy, że w możliwych światach obowiązują różne prawa fizyki, to co jest możliwe lub konieczne fizyczne w jednych światach możliwych, nie musi być możliwe lub konieczne fizycznie w innych. Wartość logiczna zdań typu "jest możliwe fizycznie, że p" zrelatywizowana jest więc do możliwych światów.
Konieczność logiczna i ontyczna ma natomiast charakter absolutny: to, że coś jest konieczne logicznie znaczy, że zachodzi we wszystkich możliwych światach.